# Xadrez rápido
Xadrez rápido é uma variante do xadrez que emprega uma quantidade de tempo reduzida para cada jogador, em vez do tempo normalmente regulado, pela FIDE, em competições.
A variante tem uma associação internacional própria para a modalidade criada em 1988 por Walter Brone.
A FIDE organiza um campeonato mundial tanto na categoria masculina quanto na feminina.
No princípio, em 1988, a FIDE o chamava de "xadrez ativo", mas após contestações, inclusive da parte de Gary Kasparov, adotou o termo xadrez rápido.

## Campeões mundiais

### Masculino
| #  | Name                  | Year | Country     |
| -- | --------------------- | ---- | ----------- |
| 1  | Anatoly Karpov        | 1988 | Russia      |
| 2  | Gary Kasparov         | 2001 | Russia      |
| 3  | Viswanathan Anand     | 2003 | India       |
| 4  | Sergey Karjakin       | 2012 | Russia      |
| 5  | Shakhriyar Mamedyarov | 2013 | Azerbaijan  |
| 6  | Magnus Carlsen        | 2014 | Noruega     |
| 7  | Magnus Carlsen        | 2015 | Noruega     |
| 8  | Vassily Ivanchuk      | 2016 | Ucrânia     |
| 9  | Viswanathan Anand     | 2017 | Índia       |
| 10 | Daniil Dubov          | 2018 | Russia      |
| 11 | Magnus Carlsen        | 2019 | Noruega     |
| 12 | Nodirbek Abdusattorov | 2021 | Uzbequistão |
| 13 | Magnus Carlsen        | 2022 | Noruega     |
| 14 | Magnus Carlsen        | 2023 | Noruega     |
| 15 | Volodar Murzin        | 2024 | FIDE        |

## Feminino
| #  | Name                | Year | Country   |
| -- | ------------------- | ---- | --------- |
| 1  | Susan Polgar        | 1992 | Hungary   |
| 2  | Antoaneta Stefanova | 2012 | Bulgaria  |
| 3  | Kateryna Lagno      | 2014 | Ukraine   |
| 4  | Anna Muzychuk       | 2016 | Eslovênia |
| 5  | Ju Wenjun           | 2017 | China     |
| 6  | Ju Wenjun           | 2018 | China     |
| 7  | Koneru Humpy        | 2019 | India     |
| 8  | Alexandra Kosteniuk | 2021 | Rússia    |
| 9  | Tan Zhongyi         | 2022 | China     |
| 10 | Anastasia Bodnaruk  | 2023 | FIDE      |
| 11 | Koneru Humpy        | 2024 | Índia     |